# Emma Pooley
Emma Jane Pooley (nascida em 3 de outubro de 1982) é uma ex-ciclista britânica que correu profissionalmente a partir do ano de 2006.
Sua maior conquista foi uma medalha de prata nos Jogos Olímpicos de 2008, em Pequim, onde competiu na prova de contrarrelógio individual.
Por suas vitórias, tem sido caracterizada como uma das ciclistas que mais protestaram a favor do reconhecimento do ciclismo feminino e querendo combiná-lo, de certa forma, o masculino.
É considerada a melhor escaladora do ciclismo feminino e de acordo com a mídia especializada, somente as estadunidenses Mara Abbott e Evelyn Stevens aproximam-se ao seu nível.

## Biografia

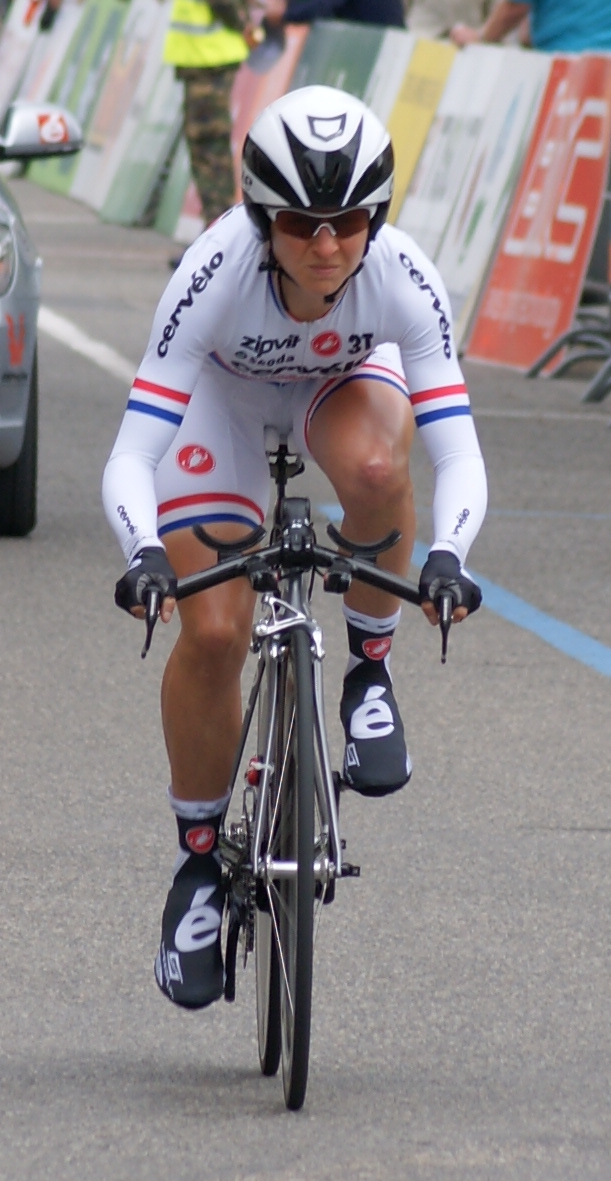
Emma Pooley em 2010

Ex-aluna da Universidade de Cambridge, Emma Pooley começou a praticar o ciclismo como resultado de uma lesão que sofreu na corrida de cross country. Após o quarto lugar na prova de estrada do campeonato britânico em 2005 e segundo entre o sub-23 (superada apenas pela galesa Nicole Cooke), foi contratada pela equipe Team Fat Birds UK.
Em 2007, transferiu-se para Team Specialized Designs for Women, com o qual ganhou uma etapa na Thüringen Rundfahrt der Frauen e terminou em terceiro no Grande Boucle, versão feminina do Tour de France. No final da temporada, ela representou a Grã-Bretanha no Campeonato Mundial em Stuttgart, terminando em oitavo no contrarrelógio e nona na prova de estrada.
Em 2008, ela venceu sua primeira corrida importante, o Trofeo Alfredo Binda, segunda fase da Copa do mundo. Em agosto do mesmo ano, foi convocada pela equipe nacional para os Jogos Olímpicos de Pequim: concluiu vigésimo terceiro na prova de estrada ganhado por Nicole Cooke e ganhou uma medalha de prata no contrarrelógio, terminando 25 segundos depois da estadunidense Kristin Armstrong.
Na temporada seguinte, ela assinou com a equipe Garmin-Cervélo.
Em 29 de julho de 2014, Emma anunciou sua aposentadoria para dedicar-se ao triatlo. Sua última corrida competitiva foi a prova de estrada nos Jogos da Commonwealth de 2014, onde cruzou a linha de chegada, chorando comemorando seu segundo lugar.[carece de fontes?]